# 卡菲津申 (阿拉巴馬州)
卡菲津申（英語：Coffee Junction）是位於美國阿拉巴馬州塔斯卡盧薩縣的一個非建制地區。該地的面積和人口皆未知。

## 地理
卡菲津申的座標為33°13′43″N 87°08′16″W / 33.22861°N 87.13778°W，而該地的平均海拔高度為199米（即653英尺）。